# المزدكية
المَزْدَكيّة (بالفارسية الوسطى: 𐭬𐭦𐭣𐭪) هو دينٌ ثَنَوي منبثق عن المانوية، مؤسسُهُ الزعيم الديني الفارسي مَزْدَك المتوفى نحو 528 ميلادي.
ولد مزدك بن موبذان في بلاد فارس واختلف في عام ولادته فقيل 467 وقيل 487 م. وقادَ حَركةً اشتراكيّة مناهضة للزَّرادشتية السائدة في عهده، وراح يناقش قضية الظلمة والنور حيث يرى أن امتزاجهما هو الذي تمخض عنه نشأة الدنيا صدفة وأسّس دينه التي دعت إلى المشاركة في الأموال والنساء. وانتشرت انتشاراً واسعاً في فارس في أواخر القرن الخامس للميلاد وبخاصة بعد أن اعتنقها ملك الفرس قُباذ الأول. لكن الكهان الزرادشتيين والنبلاء الفرس ما لبثوا أن ثاروا عليها، فما كان من قُباذ إلاّ أن ارتدّ عنها، وقتل مَزْدَك وأتباعه.
ومن ما رأى مَزْدَك أن الناس سواسية، ولما كان المال والنساء من أهم ما يفّرق الناس كان ذلك مما تجب فيه المساواة والاشتراك. قال صاحب الملل والنحل: «أحل النساء وأباح الأموال وجعل الناس شركة فيه كاشتراكهم في الماء والنار والكلأ».

## المزدكية
كان مزدَك الشخص الرئيسيّ في مجال التدريس الديني والفلسفي للديانة المزدكية، والتي تم اعتبارها على أنها نسخة مطوّرة ومنقّحة من الزرادشتية، على الرّغم من أنّه قد تم اعتبار أن تعاليم مزدَك مشتقّة من التعاليم المانوية أيضاً. كانت الديانة الزرادشتية هي الدّيانة السّائدة في بلاد فارس الساسانيّة، وكان مزدَك نفسه كاهناً زرادشتيّاً، مما جعل معظم رجال الدّين يعتبرون أن تعاليم مزدَك ليست إلا محض بدعة من اختراعه. المعلومات حول مزدَك نادرة والتّفاصيل غير واضحة، ولكن يمكن الحصول على بعض المعلومات من العقيدة الخرميّة التي يعتقد علماء الدّين أنّها امتداد للمزدكيّة.

### الأصل
تدّعي بعض المصادر أنّ المؤسّسين الأوائل لهذه الطائفة عاشوا قبل مزدَك بكثير، ويقول البعض أن مؤسس المزدكيّة بالأصل ليس إلا زارادست خورجين المعروف بـ (متبّع الزرداشتيّة، أو زرادشت، أو زرادشت الشرق الفارسي،)؛ زارادست خورجين في الحقيقة هو فيلسوف زرادشتيّ عُرف باسم مزدَك الأكبر؛ قام مزدَك الأكبر بنشر تعاليم حول المتعة والإيثار، حيث أخرج أتباعه للاستمتاع بمتع الحياة وإشباع شهيّتهم من الأكل والشّرب بشكل متساوي من أجل صرف تركيزهم عن سفك الدّماء وإلحاق الأذى بالآخرين، ومن أجل دفعهم إلى التّصرّف بشكل صالح. تم تطوير هذه التعاليم بواسطة مزدك الأصغر لاحقاً.
في مراحل لاحقة، اتّهمت المعارضة الزرادشتية المحافظة أتباع مزدَك بالهرطقة وممارسة القبائح مثل مشاركة النساء –بالرّغم من أنّ الباحثين لم يجدوا أي دليل على هذا-، يَعتبر أتباع مزدَك أول اشتراكيين حقيقيّين في تاريخ البشريّة من خلال تركيزهم على الملكيّة المجتمعيّة والعمل المجتمعي مع الفوائد المتراكمة للجميع.

### المعتقدات اللاهوتية
آمن أتباع هذه الديانة بأن أصل الكون هو النّور (الخير) والظلام (الشّر)، وعندما اندمجا معاً بالصّدفة نتج الكون؛ يتميّز النور بالمعرفة والشّعور، وينتج بالتّصميم والإرادة الحرّة؛ في حين أن الظلام يتمثّل بالجّهل ويعمل بطريقة عشوائيّة.
الهدف من حياة البشر من وجهة نظر المزدكيّة، هو تحرير جزء من أنفسهم وتقديمه للنور، ونظرت المزدكيّة للنفس البشرية المتشكلّة من خليط من النور والظلام بشكل متفائل وتعتبر هذه المشكلة قابلة للحل، على عكس المانويّة التي اعتبرت أنّ الخليط البشري المؤلّف من النور والظلام هو كارثة كونيّة.
تتألّف المزدكيّة من ثلاثة عناصر مميّزة هم النار والماء والأرض، كما تمتلك المزدكيّة أربع قوى هم البصيرة والتّفاهم والحماية والفرح.

### المبادئ الأخلاقية والاجتماعية

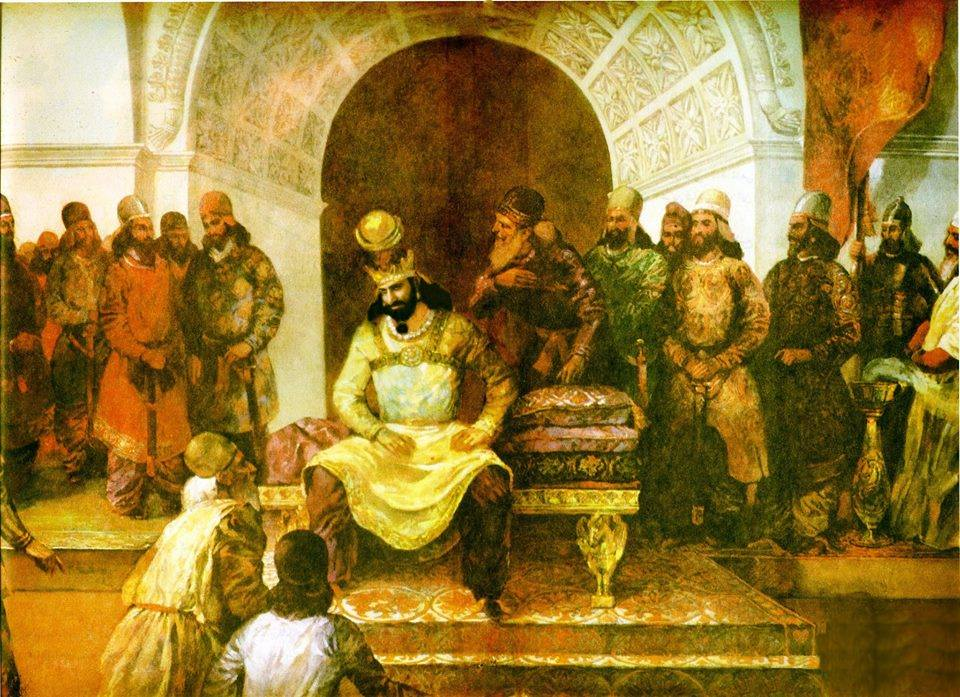
نقاش حول الزرادشتية ومازداكيان في محكمة خوسرو أنوشيرفان

يوجد مبدآن أساسيّان في الديانة المزدكيّة، الأول ينص على تقليل أهميّة الشكليّات الدينيّة، حيث أن الإنسان التّقيّ هو الذي يؤمن بقلبه ويفهم تعاليم المزدكيّة ومتعلّق بعقيدته بشكل صريح؛ أما المبدأ الثاني فهو إضعاف موقف رجال الدّين الذين اضطهدوا الشّعب الفارسي وتسببوا في جوعه وفقره.
أكّد مزدَك على حسن السّلوك الذي تضمّن الحياة الأخلاقية الزّهيدة، كما منع القتل وأكل اللحوم لأن اللحوم تحوي مواد مشتقّة من الظلام فقط؛ كما يجب على الشّخص أن يكون لطيفاً وودوداً مع الآخرين.
يمكن اعتبار تعاليم مزدَك على أنّها دعوة للثورة الاجتماعيّة، وقد تم الإشارة لها على أنها «شيوعيّة مبكرّة». كما كان مزدَك وأتباعه من أنصار الحبّ الحرّ.
طبقاً لمزدَك، فإن الله وضع متطلّبات الحياة للبشر على الأرض بحيث يتم توزيعها بشكل متساوي، إلا أنّ الأقوياء هيمنوا على الضّعفاء وتسبّبوا في عدم المساواة المعاصرة. هذا ما حرّر الشياطين الخمسة (الحسد، الغضب، الثأر، الحاجة، الجشع).
من أجل التغلّب على هذه الشّياطين يجب تحقيق العدالة والمساواة من جديد، ويجب على الجميع مشاركة الحاجات الزائدة التي يملكونها مع الآخرين؛ على الرّغم من أنّه غير الواضح كيف كان سيوّزع مزدك الممتلكات، إلا أنّه يُزعم أن مزدَك كان ينوي جعل الثروة مشتركة، ومن ثم توزيع الفائض بشكل متساوي.
تم نشر إشاعة سيئة حول أن المزدكيّة كانت تسمح بتشارك الزوجات، مما يعني اختلاط النسب وانعدام الخصوصية والحرمان من حق الدفاع عن الزوجات والبنات، إلا أنّ هذه الإشاعات لم يتم إثباتها وقد شكّك بصحّتها الباحثون لعدم وجود أي دليل على ذلك؛ على الرّغم من أن مزدَك كان من المرجّح أن يتّخذ إجراءً مناسباً لمنع تعدد زوجات الأغنياء ونقص زوجات الفقراء.

## الأتباع
اكتسبت تعاليم مزدَك الكثير من الشّعبيّة، مما جذب الكثير من الأتباع، بما فيهم الملك كافاد الأوّل (الحاكم من 488 حتى 531م). اعتنق الملك المزدكيّة وتم تبنّيها في مملكة الحيرة العربيّة التابعة للملك، بعد أن تم إقالة الملك السّابق لها (المنذر) من قبل القائد الحارث.
بدعم من الملك، تمكّن مزدَك من إنشاء برنامج إصلاحي اجتماعي يشجّع على السّلام، ومناهض للكهنوتيّة، كما أقام برامج لمساعدة الفقراء عن طريق افتتاح مستودعات حكوميّة لمساعدة الفقراء، كما أغلق جميع المعابد الزرادشتيّة باستثناء المعابد الرئيسيّة الثلاثة في البلاد.

## معارضة وتصفية أتباع مزدَك
ازداد الخوف بين النبلاء ورجال الدّين الزرادشتيّين بقوّة لدرجة أنّ الملك كافاد أُطيح به في عام 496م، لكنّه تمكّن من استعادة العرش بعد ثلاث سنوات بمساعدة إمبراطوريّة هيفتاليت.
خوفاً من المقاومة بين الأقوياء، اختار أن ينأى بنفسه عن مزدَك، وسمح للملك كسرى الأول بإنشاء حملة معادية للمزدكيّة في عام (524م أو في عام 528م، لا يوجد التاريخ بشكل دقيق عند المؤرّخين)، بلغت الحملة ذروتها بعد المذبحة الجماعيّة لأتباع المزدكيّة بما في ذلك مزدك نفسه. تمت المذبحة بطرق مختلفة، وتختلف الروايات والقصص حول طرق تعذيب المزدكيين، ولكن أجمعت العديد من القصص على أن مزدك تم شنقه ورميه بعدد لانهائي من الأسهم. استعادت الزرادشتية زمام السلطة الدينيّة في البلاد بعد المذبحة.

## التقاليد اليهودية
التّقاليد اليهوديّة تروي قصصاً مختلفة بعض الشّيء، حيث تقول القصص اليهوديّة أنّ إكيلاركس من بابل، وبمساعدة مار زوترا الثّاني حشد كل الجموع اليهوديّة الممكنة وكل الحلفاء لهم، وقاتلوا مزدك وهزموه، ثم أقاموا مملكة يهوديّة مستقلّة في ماحوزا، واستمرّت تلك المملكة لمدّة سبع سنوات (495-502م).

## الإرث
نجا عدد قليل من المزدكيّين، واستقرّوا في المناطق النائيّة. ويقال أنّ مجتمعات قليلة من المزدكيّين نجوا لقرون بعد الفتوحات الإسلاميّة لبلاد فارس. واختلطت مذاهبهم مع التيّارات الرّاديكاليّة للإسلام الشّيعي، مما أدّى إلى ثورات دينيّة قويّة في المنطقة في وقت لاحق.
في القرن التّاسع، قام الخراميّون بتمرّد ضد الخلافة العبّاسيّة بقيادة باباك خورامدين، ودافعوا بنجاح عن مناطق كبيرة ضد قوّات الخلافة العباسيّة لمدة عشرين عاماً تقريباً. وقد تكون الباطنية والقرامطية وغيرها من التيّارات الثوريّة الإسلاميّة في وقت لاحق مرتبطة بشكل وثيق بالمزدكيّة، وكثيراً ما يقوم المؤلّفون المعاصرون بمطابقة هذه التيّارات كلّها سويّةً.
أصبحت المزدكيّة في نهاية المطاف علامة مميزة مرتبطة بأي حركة دينيّة راديكاليّة داعية إلى المساواة في التّاريخ الإيراني اللاحق. ولكن يُنظر اليوم إلى مزدَك على أنّه زنديق خطير وعدوّ للدين الحقيقي، وتهديد للدين بالمقارنة مع ماني و سيدنا محمّد.
يدّعي مؤلّف كتاب (دبستان مذاهب) -الذي كُتب في أواخر القرن السّابع عشر،- أنّه التقى مع أتباع حقيقيّين للديانة المزدكيّة، والذين قاموا بممارسة تعاليم دينهم المزدكيّ بسريّة بين المسلمين وحافظوا على دينهم. الكتاب السابق هو كتاب باللغة الفارسية يحتوي على تعاليم مزدَك.